# Фарис аз-Захрани
Фарис аз-Захрани (араб. فارس آل شويل‎) — теоретик «Аль-Каиды» в Саудовской Аравии. Он был арестован в начале августа 2004 года и оставался в тюрьме, пока власти Саудовской Аравии не объявили о его казни 2 января 2016 года.

## Биография
Аз-Захрани родился на юге Саудовской Аравии в деревне под названием Аль-Джауфа в 1977 году. Он учился в начальной школе в той же деревне и переехал в деревню Аль-Афус, чтобы закончить среднюю школу в 1996 году. Фарис получил степень бакалавра и магистра на факультете шариата Исламского университета имама Мухаммада ибн Сауда. Он начал подготовку к получению докторской степени, но так и не завершил свою образовательную карьеру. Аз-Захрани женился в 1999 году и имеет двоих детей.
Считался первым теоретиком идей, принятых «Аль-Каидой», написал 9 книг и публикаций, самая известная из которых — исследование постановления об убийстве сотрудников следствия, представляющее собой трактат об обосновании допустимости убийств сотрудников саудовской разведки, а также книгу заповедей для моджахедов, которая включает свод заповедей для моджахедов во многих случаях, таких как арест, расследование или как проведение террористических операций, и он написал книги, пропагандирующие джихадистских мыслителей таких как Усама бен Ладен и мулла Омар. Аз-Захрани работал судьёй до того, как его имя было включено в качестве двенадцатого разыскиваемого лица в список, опубликованный Министерством внутренних дел Саудовской Аравии в 2003 году, в который вошли 26 разыскиваемых лиц по обвинениям, связанным с терроризмом.
Он был приговорён к смертной казни в апреле 2014 года. Он был арестован в августе 2004 года в городе Абха на юге Саудовской Аравии и был обвинен в ношении бомб и оружия с намерением убить сотрудников службы безопасности.
Власти Саудовской Аравии казнили его в субботу, 2 января 2016 года, вместе с 46 другими лицами, осуждёнными за «терроризм».